# Maurizio Nassi
Maurizio Nassi (Taormina, 3 gennaio 1977) è un ex calciatore italiano.
Nella sua carriera l'attaccante taorminese ha vinto un campionato di Eccellenza, nella stagione 2015-2016 con il Gela. Inoltre, grazie alla stagione disputata con il Gela nel 2015-2016, ha vinto il premio regionale Pallone d'oro siciliano durante gli Awards Of Football Stars 2016.
Con all'attivo 52 reti, Maurizio Nassi è il miglior marcatore di sempre del Gela. Nel gennaio 2024 tornerà a calcare i campi con la Vigor Gela, società militante nel Girone F di Prima Categoria siciliana.
Da agosto 2024 diventa ufficialmente allenatore in seconda del Gela Calcio, in Eccellenza

## Carriera
Ha giocato in varie squadre di Serie C prima di esordire in Serie A nel 2001 con la Reggina. Dopo aver vestito per due anni la maglia dell'Ancona, viene acquistato dal Brescia, in Serie B, il 2 febbraio 2009, nell'ultimo giorno della finestra di mercato invernale. Il 31 agosto 2009 passa al Mantova.
Trovatosi svincolato dopo il fallimento della società virgiliana nel settembre 2010, a campionato iniziato, il 21 settembre, firma un contratto annuale con il Cittadella.
Svincolato a fine stagione, il 24 ottobre firma per l'Alessandria società militante in Seconda Divisione. Debutta il 26 ottobre nella partita pareggiata (1-1) contro il Mantova.
Il 30 giugno 2013 rimane svincolato e nel luglio seguente parte per il ritiro a Coverciano dei calciatori svincolati sotto l'egida dell'Associazione Italiana Calciatori.
Il 12 giugno del 2015 viene tesserato dal Gela Calcio, squadra con cui ha militato dal 1999 al 2001; per la nuova stagione sceglie la maglia numero 9. Il 27 settembre 2015 mette a segno la sua prima doppietta stagionale con la nuova maglia, nella terza giornata di campionato vinta 3-0 contro l'Alcamo. Chiude l'annata con 30 presenze e 19 reti, vincendo la classifica marcatori e aggiudicandosi la riconferma per la stagione successiva.
Ottenuta la promozione in Serie D, l'attaccante taorminese resta defilato per quasi tutta la stagione, partendo spesso dalla panchina e subentrando quasi sempre a partita in corso. Nel mese di luglio viene comunicata la rescissione del contratto fra le due parti.
Dopo aver trascorso una stagione allo Scordia, in Eccellenza, con cui arriva fino alla finale dei play-off, il 24 novembre 2018 si accasa al Santa Croce, sempre in Eccellenza. Si ritira dal calcio giocato al termine della stagione.

### Calcioscommesse
In seguito allo scandalo del calcioscommesse, l'8 maggio 2012 viene deferito dalla Procura federale della FIGC.
Il 1º giugno il procuratore federale Stefano Palazzi richiede per lui 4 anni di squalifica.
Il 18 giugno in primo grado la Commissione Disciplinare della FIGC lo squalifica per 3 anni.
Il 12 agosto, imitando il collega Emanuele Pesoli, si incatena davanti alla FIGC e fa lo sciopero della fame per protestare contro la condanna in attesa di incontrare i suoi accusatori Filippo Carobbio e Carlo Gervasoni (pentiti). Il 15 agosto riesce ad ottenere un incontro con il presidente della Federcalcio Giancarlo Abete e decide così di porre fine alla sua protesta.
Il 15 aprile 2013 il TNAS gli riduce la squalifica ad 1 anno e 3 mesi.Carriera allenatore dal 2022 al Gela Calcio

## Statistiche

### Presenze e reti nei club
Statistiche aggiornate al 6 maggio 2017.
| Stagione               | Squadra                      | Campionato             | Campionato | Campionato | Coppe nazionali | Coppe nazionali | Coppe nazionali | Coppe continentali | Coppe continentali | Coppe continentali | Altre coppe | Altre coppe | Altre coppe | Totale | Totale |
| Stagione               | Squadra                      | Comp                   | Pres       | Reti       | Comp            | Pres            | Reti            | Comp               | Pres               | Reti               | Comp        | Pres        | Reti        | Pres   | Reti   |
| ---------------------- | ---------------------------- | ---------------------- | ---------- | ---------- | --------------- | --------------- | --------------- | ------------------ | ------------------ | ------------------ | ----------- | ----------- | ----------- | ------ | ------ |
| 1995-1996              | Napoli                       | A                      | 0          | 0          | CI              | 0               | 0               | -                  | -                  | -                  | -           | -           | -           | 0      | 0      |
| 1996-1997              | Atletico Catania             | C1                     | 1          | 0          | CI-C            | 0               | 0               | -                  | -                  | -                  | -           | -           | -           | 1      | 0      |
| 1997-1998              | Ragusa                       | D                      | 34         | 13         | -               | 0               | 0               | -                  | -                  | -                  | -           | -           | -           | 34     | 13     |
| 1998-1999              | Ragusa                       | D                      | 30         | 6          | -               | 0               | 0               | -                  | -                  | -                  | -           | -           | -           | 30     | 6      |
| Totale Siracusa        | Totale Siracusa              | Totale Siracusa        | 64         | 19         |                 | 0               | 0               |                    | -                  | -                  |             | -           | -           | 64     | 19     |
| 1999-2000              | Juveterranova Gela Gela J.T. | C2                     | 7          | 2          | CI-C            | 0               | 0               | -                  | -                  | -                  | -           | -           | -           | 7      | 2      |
| 2000-2001              | Juveterranova Gela Gela J.T. | C2                     | 19         | 9          | CI-C            | 1               | 0               | -                  | -                  | -                  | -           | -           | -           | 20     | 9      |
| Totale Gela            | Totale Gela                  | Totale Gela            | 26         | 11         |                 | 1               | 0               |                    | -                  | -                  |             | -           | -           | 27     | 11     |
| gen.-giu. 2001         | Reggina                      | A                      | 2          | 0          | CI              | 0               | 0               | -                  | -                  | -                  | -           | -           | -           | 2      | 0      |
| 2001-2002              | Fermana                      | C1                     | 28         | 8          | CI-C            | 0               | 0               | -                  | -                  | -                  | -           | -           | -           | 28     | 8      |
| 2002-2003              | Virtus Lanciano              | C1                     | 29         | 9          | -               | 0               | 0               | -                  | -                  | -                  | -           | -           | -           | 29     | 9      |
| 2003-2004              | Virtus Lanciano              | C1                     | 33         | 7          | -               | 0               | 0               | -                  | -                  | -                  | -           | -           | -           | 33     | 7      |
| 2004-2005              | Virtus Lanciano              | C1                     | 31         | 8          | -               | 0               | 0               | -                  | -                  | -                  | -           | -           | -           | 31     | 8      |
| Totale Virtus Lanciano | Totale Virtus Lanciano       | Totale Virtus Lanciano | 93         | 25         |                 | 0               | 0               |                    | -                  | -                  |             | -           | -           | 93     | 25     |
| 2005-2006              | Padova                       | C1                     | 11         | 0          | CI              | 0               | 0               | -                  | -                  | -                  | -           | -           | -           | 11     | 0      |
| 2006-2007              | Padova                       | C1                     | 1          | 0          | CI              | 0               | 0               | -                  | -                  | -                  | CI-C        | 0           | 0           | 1      | 0      |
| Totale Padova          | Totale Padova                | Totale Padova          | 12         | 0          |                 | 0               | 0               |                    | -                  | -                  |             | 0           | 0           | 12     | 0      |
| gen.-giu. 2007         | Ancona                       | C1                     | 13         | 3          | -               | 0               | 0               | -                  | -                  | -                  | -           | -           | -           | 13     | 3      |
| 2007-2008              | Ancona                       | C1                     | 27         | 5          | -               | 0               | 0               | -                  | -                  | -                  | -           | -           | -           | 27     | 5      |
| 2008-2009              | Ancona                       | B                      | 22         | 10         | CI              | 0               | 0               | -                  | -                  | -                  | -           | -           | -           | 22     | 10     |
| Totale Ancona          | Totale Ancona                | Totale Ancona          | 62         | 18         |                 | 0               | 0               |                    | -                  | -                  |             | 0           | 0           | 62     | 18     |
| gen. 2009              | Brescia                      | B                      | 13         | 0          | -               | 0               | 0               | -                  | -                  | -                  | -           | -           | -           | 13     | 0      |
| 2009-2010              | Mantova                      | B                      | 33         | 9          | CI              | 0               | 0               | -                  | -                  | -                  | -           | -           | -           | 33     | 9      |
| 2010-2011              | Cittadella                   | B                      | 28         | 2          | CI              | 0               | 0               | -                  | -                  | -                  | -           | -           | -           | 28     | 2      |
| 2011-2012              | Alessandria                  | 2D                     | 10         | 5          | CI              | 0               | 0               | -                  | -                  | -                  | CI-P        | 0           | 0           | 10     | 5      |
| 2012-2013              | Alessandria                  | 2D                     | 12         | 1          | CI-P            | ?               | ?               | -                  | -                  | -                  | -           | -           | -           | 12     | 1      |
| Totale Alessandria     | Totale Alessandria           | Totale Alessandria     | 22         | 6          | -               | 0               | 0               |                    | -                  | -                  |             | 0           | 0           | 22     | 6      |
| ago.-dic. 2013         | Licata                       | D                      | 6          | 1          | CI-D            | 0               | 0               | -                  | -                  | -                  | -           | -           | -           | 6      | 1      |
| dic. 2013-giu. 2014    | Akragas                      | D                      | 11         | 1          | CI-D            | 0               | 0               | -                  | -                  | -                  | -           | -           | -           | 11     | 1      |
| 2014-2015              | Giulianova                   | D                      | 25         | 6          | CI-D            | 0               | 0               | -                  | -                  | -                  | -           | -           | -           | 25     | 6      |
| 2015-2016              | Gela Calcio                  | Ecc.                   | 30         | 19         | CI-D            | 5               | 0               | -                  | -                  | -                  | -           | -           | -           | 35     | 19     |
| 2016-2017              | Gela Calcio                  | D                      | 28         | 3          | CI-D            | 1               | 0               | -                  | -                  | -                  | -           | -           | -           | 29     | 3      |
| Totale carriera        | Totale carriera              | Totale carriera        | 484        | 128        |                 | 7               | 0               |                    | -                  | -                  |             | 0           | 0           | 491    | 128    |

## Palmarès

### Club

#### Competizioni regionali
- Eccellenza: 1

Gela: 2015-2016

### Individuale
- Pallone d'oro Siciliano: 1

2016